# Émerson Leão
Pour les articles homonymes, voir Leão.
Émerson Leão, plus connu sous le nom de Leão, était un footballeur brésilien né le 11 juillet 1949 à Ribeirão Preto. 
Il évoluait au poste de gardien de but, notamment avec le club de Palmeiras et l'équipe du Brésil. Il remporte la Coupe du monde 1970 avec le Brésil. 
Il se reconvertit par la suite en entraîneur.

## Biographie

### En club
Leão est sacré quatre fois champion du Brésil avec trois clubs différents.

### En équipe nationale

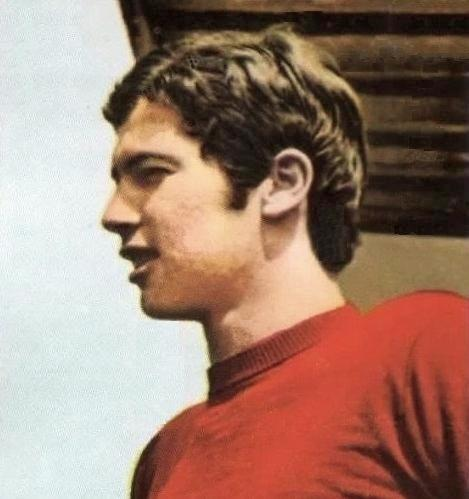
Émerson Leão.

Il remporte la Coupe du monde 1970, et dispute également la Coupe du monde 1974, la Coupe du monde 1978 et la Coupe du monde 1986 avec l'équipe du Brésil.
Leão reçoit 80 sélections (15 non officielles) avec l'équipe du Brésil.

### Carrière d'entraîneur
Il entraîne l'équipe du Brésil lors de la Coupe des confédérations 2001. Le Brésil termine quatrième du tournoi.

## Palmarès

### Joueur
- Vainqueur de la Coupe du monde 1970 avec l'équipe du Brésil
- Vainqueur de la Coupe Roca en 1971 et 1976 avec l'équipe du Brésil
- Champion du Brésil en 1972, 1973 avec Palmeiras, 1979 avec Vasco de Gama et 1981 avec Grêmio
- Vainqueur du championnat de l'État de São Paulo en 1972, 1974, 1976 avec Palmeiras, et en 1983 avec les Corinthians
- Vainqueur du championnat du Rio Grande do Sul en 1980 avec Grêmio
- « Ballon d'argent brésilien » en 1972.